# تورتوگا (هائیتی)
تورتوگا (به انگلیسی: Tortuga) از جزایر کارائیب است. این جزیره در شمال غربی هائیتی و جزو خاک این کشور محسوب می‌گردد. این جزیره در قرن هفدهم، مرکز اصلی دزدان دریایی کارائیب بود. این جزیره، طبق سرشماری سال ۲۰۰۳ جمعیتی بالغ بر ۲۵ هزار نفر داشته است.